# 小田彦太郎

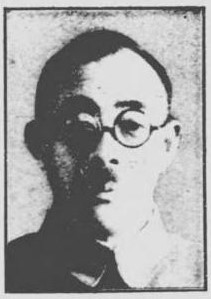
小田彦太郎

小田 彦太郎（おだ ひこたろう、1888年（明治21年）1月29日 - 1952年（昭和27年）5月14日）は、大正から昭和前期の実業家、政治家。衆議院議員、延岡市会議長、宮崎県東臼杵郡延岡町長。

## 経歴
宮崎県東臼杵郡延岡城下北町（延岡町を経て現延岡市）で生まれる。1910年（明治43年）東京帝国大学農科大学林学実科を卒業した。
帰郷して回漕業を営む。延岡商工会議所会頭、商事調停委員、延岡瓦斯取締役、高千穂運輸取締役、宮崎県木材取締役、延岡バス監査役、宮崎県瓦斯用木炭取締役社長などを務めた。
政界では、延岡町会議員、延岡町長、延岡市会議員、同議長、同参事会員、宮崎県会議員、同副議長などに在任した。
1942年（昭和17年）4月の第21回衆議院議員総選挙で宮崎県全県区から翼賛政治体制協議会の推薦を受け出馬して当選。大政翼賛会宮崎県支部常務理事、翼賛政治会政調商工委員、農林兼務委員などを務めた。戦後、日本進歩党に所属し、衆議院議員に1期在任。その後、公職追放となった。

## 国政選挙歴
- 第19回衆議院議員総選挙（宮崎県全県区、1936年2月、中立）落選[9]
- 第20回衆議院議員総選挙（宮崎県全県区、1937年4月、中立）落選[10]
- 第21回衆議院議員総選挙（宮崎県全県区、1942年4月、推薦）当選[7]